# Tesla Effect: A Tex Murphy Adventure
Tesla Effect: A Tex Murphy Adventure, in der Berichterstattung auch häufig unter seinem Arbeitstitel Project Fedora bezeichnet, ist ein Adventure und interaktiver Film für Windows, Mac OS und Linux. Es ist der sechste Titel der Science-Fiction-Computerspielreihe um den Privatdetektiv Tex Murphy, entwickelt vom US-amerikanischen Entwicklerstudio Big Finish Games. Rund 16 Jahre nach Veröffentlichung des letzten Spiels und mit Finanzierungshilfe durch eine Crowdfunding-Kampagne auf der Online-Plattform Kickstarter, wurde Tesla Effect am 22. April 2014 veröffentlicht.

## Handlung
Wie die drei unmittelbaren Vorgänger verwendet auch Tesla Effect die Techniken des interaktiven Films, um seine Handlung zu erzählen. Alle Figuren werden von Schauspielern dargestellt, die vor einer computergenerierten Kulisse agieren (Full Motion Video). Es spielt im Jahr 2050 im post-apokalyptischen San Francisco, mehrere Jahre nach dem verheerenden 3. Weltkrieg, und greift den inhaltlichen Cliffhanger des Vorgängers Tex Murphy: Overseer auf. Tex Murphy wacht ohne Erinnerung auf der Feuertreppe außerhalb seines Büros auf dem Dach des Hotels Ritz auf. Was sich zuanfangs als Filmriss in Folge übermäßigen Alkoholkonsums darstellt, entpuppt sich als gezielte Auslöschung von Tex’ Erinnerung der letzten sieben Jahre. Die Suche nach seinen verlorenen Erinnerungen bildet die Motivation für Tex’ Untersuchungen, bei denen er einer großen Bedrohung auf die Spur kommt. Eine Rolle spielen dabei die vom Staat beschlagnahmten Forschungsunterlagen und Erfindungen des Physikers Nikola Tesla.

## Spielprinzip und Technik
Der Spieler erkundet die Schauplätze der 3D-Spielwelt aus der Egoperspektive. Hauptaufgabe ist die Suche nach Hinweisen und nützlichen Gegenständen sowie die Befragung anderer Spielfiguren. Basierend auf Spielerentscheidungen gibt es Variationen im Spielverlauf und der Handlung.

## Produktionsnotizen
Bereits bei Übernahme von Access Software 1999 durch Microsoft gab es Pläne für eine Weiterführung der Reihe. Doch durch den Einbruch des Markts für Adventure-Spiele und Microsofts zunehmende Ausrichtung auf den Konsolenmarkt kam es nie zu einer Realisierung. 2008 erwarben Chris Jones und Aaron Conners die Markenrechte, konnte aber auch weiterhin keinen Finanzier finden. Nach dem unerwarteten Finanzierungserfolg des Double Fine Adventure bemühte sich ab dem 15. Mai 2012 auch das Tex-Murphy-Kernteam um Jones und Conners um die Wiederbelebung der Serie mit Hilfe einer Kickstarter-Kampagne. Am 7. Juni 2012 wurde die Finanzierung erfolgreich abgeschlossen. Nahezu 7.000 Unterstützer stellten etwas weniger als 600.000 US-Dollar zur Verfügung, womit das ursprüngliche Finanzierungsziel von 450.000 Dollar übertroffen wurde. Am 29. August 2013 gab Big Finish Games eine Vereinbarung mit Atlus bekannt, wonach das Unternehmen die Distribution und das Marketing für das Spiel übernehmen werde. Anfang April 2014 wurde eine Demo des Spiels veröffentlicht.

### Besetzung
| Rolle            | Darsteller       |
| ---------------- | ---------------- |
| Tex Murphy       | Chris Jones      |
| Margaret Leonard | June Lockhart    |
| Johanssen        | Steve Valentine  |
| Mantus           | Todd Bridges     |
| Big Jim Slade    | Richard Norton   |
| Stimme           | Kevin Murphy     |
| Lt. Danwicz      | Larry Thomas     |
| MoJo             | Travis Eberhard  |
| Ariel            | Shannon Engemann |
| Chelsee Bando    | Suzanne Barnes   |

## Rezeption
Tesla Effect erhielt durchwachsene Bewertungen. Die Rezensionsdatenbank Metacritic aggregiert 33 Rezensionen zu einem Mittelwert von 68.